# Ceviche
Ceviche, còn được gọi là cebiche, seviche, hoặc sebiche  thường được nấu từ cá tươi được tẩm ướp trong nước chanh tươi, phổ biến nhất là chanh vàng hoặc chanh xanh và nêm với Aji, ớt hoặc rau gia vị gồm hành tây băm nhỏ, muối và rau mùi.
Vì món ăn được ăn sống, không được nấu chín bằng nhiệt nên phải được chế biến tươi và ăn liền để giảm thiểu nguy cơ ngộ độc thực phẩm. Ceviche thường được ăn như món khai vị, nếu ăn như một món chính, nó thường đi kèm với các món ăn kèm để bổ sung hương vị, chẳng hạn như khoai lang, xà lách, ngô, bơ hoặc chuối nấu ăn.
Món ăn phổ biến ở các vùng ven biển Thái Bình Dương phía Tây Mỹ Latinh. Nguồn gốc của ceviche từ Peru, nơi nó được xem là món ăn quốc dân. Kỹ thuật ướp cá và thịt sống trong giấm, chanh và gia vị (Escapebeche) đã được đưa từ Tây Ban Nha đến châu Mỹ và gắn liền với di sản Hồi giáo trong ẩm thực Tây Ban Nha. Tuy nhiên, các ghi chép khảo cổ học cho biết rằng một món giống ceviche có thể đã xuất hiện ở Peru gần hai nghìn năm trước.  Vị trí thống trị mà Lima nắm giữ trong suốt 4 thế kỷ với tư cách là thủ đô của Phó vương quốc Peru đã khiến cho các món ăn phổ biến như ceviche được mang đến nhiều thuộc địa Tây Ban Nha khác trong khu vực. Theo thời gian chúng trở thành một phần trong ẩm thực địa phương bằng cách kết hợp hương vị và phong cách vùng.